# Ajinomoto
Ajinomoto Co., Inc. (japonsky 味の素株式会社, Adžinomoto kabušiki gaiša) je japonská nadnárodní potravinářská a biotechnologická společnost, která vyrábí koření, jedlé tuky a oleje, glutamáty, mražené potraviny, nápoje, sladidla, aminokyseliny, léčiva a izolační materiály pro použití v osobních počítačích. 
Společnost, jejíž ústředí se nachází v tokijské městské části Čúó, působí v 36 zemích světa a zaměstnává asi 34 000 lidí. Její tržby činily v roce 2022 asi 10 miliard dolarů.
Aji-No-Moto (味の素, Adži-No-Moto) neboli esence chuti je obchodní název původního produktu společnosti glutamátu (glutamanu) sodného, jenž byl od roku 1909 první svého druhu.

## Historie

### 1907–1944: Počátky a rozvoj

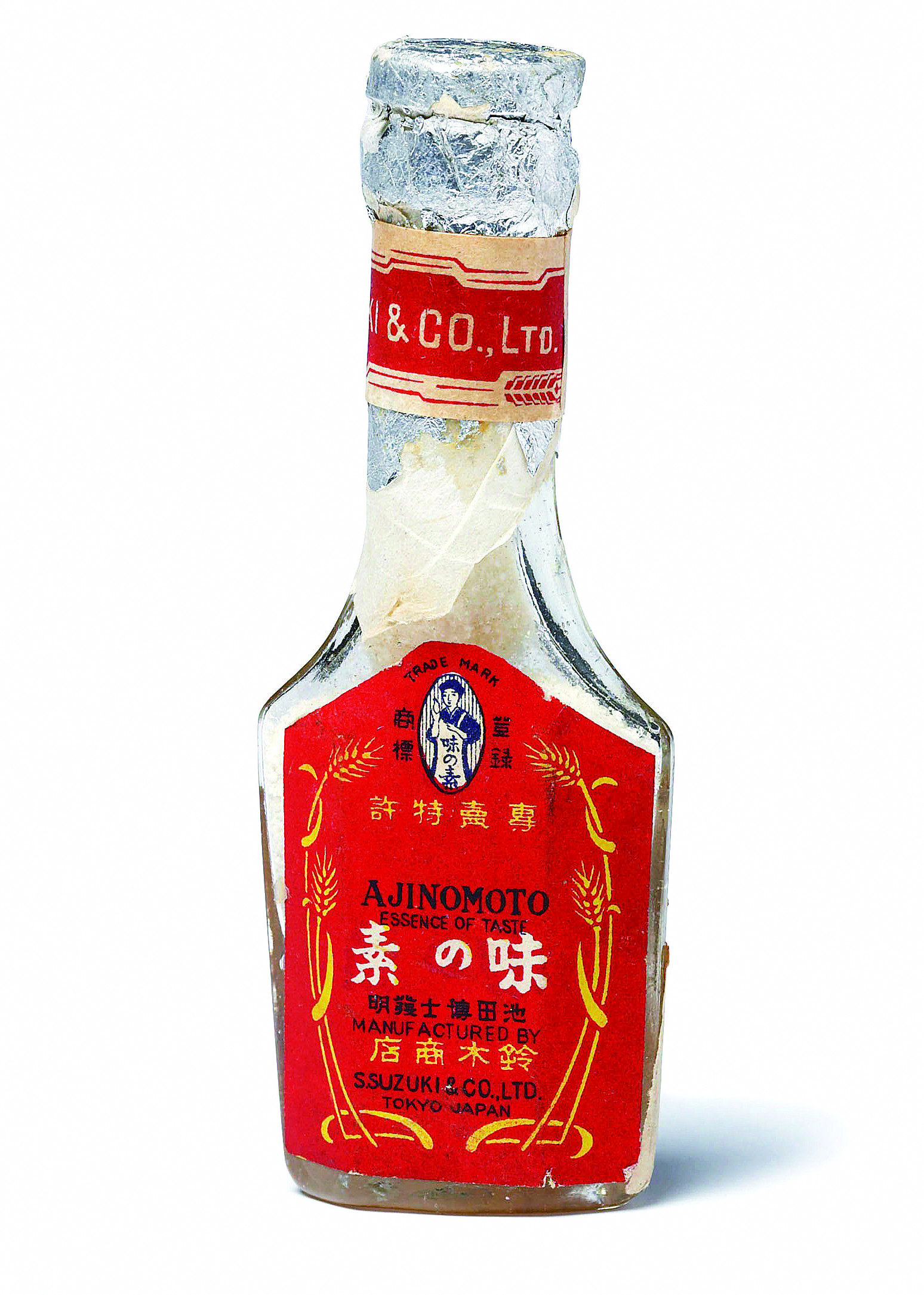
Původní balení AJI-NO-MOTO (1909)

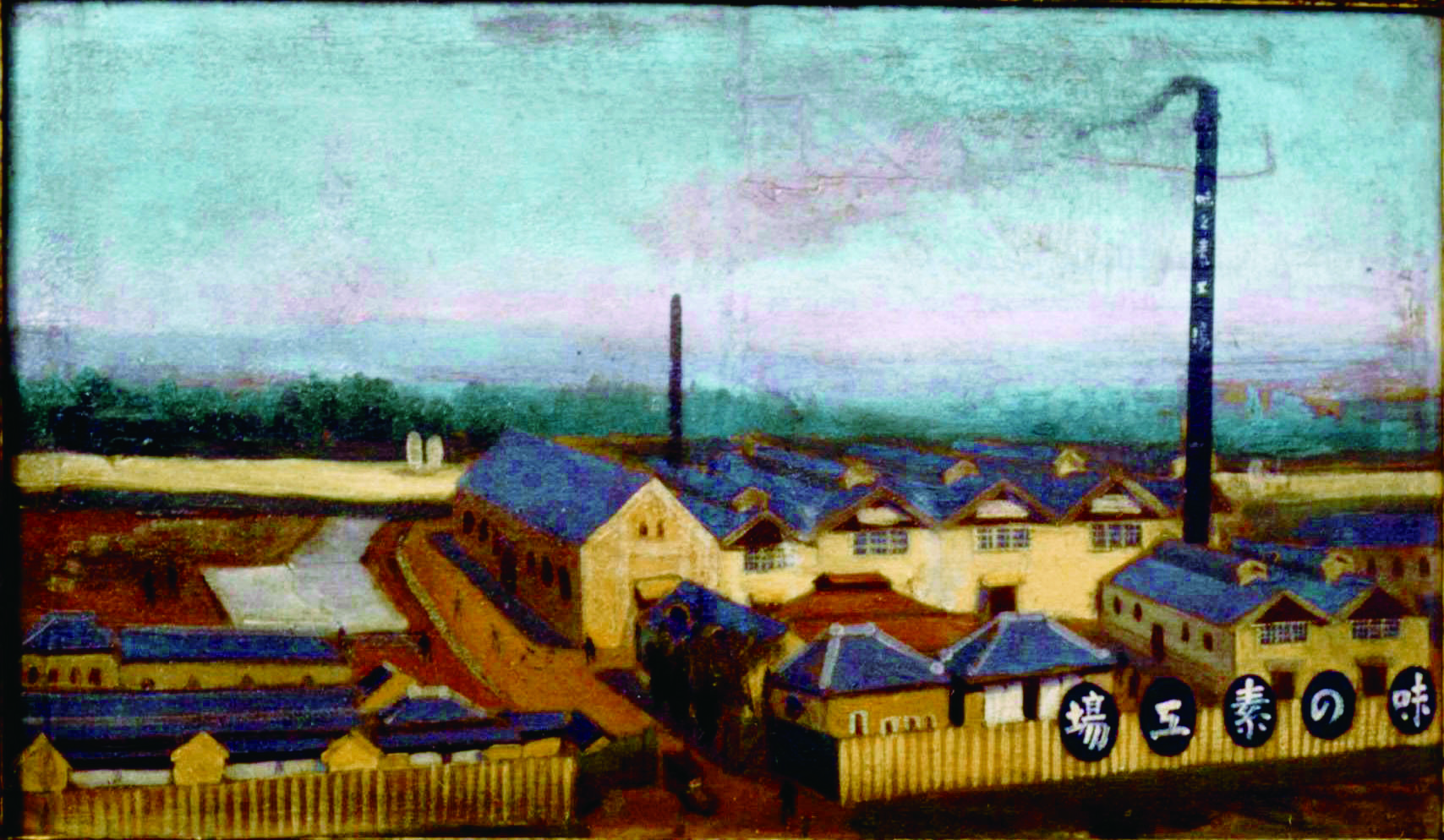
Olejomalba továrny v Kawasaki v období 1. světové války

Ajinomoto Co., Inc. Byla založena roku 1908 jako dceřiná společnost firmy Suzuki Pharmaceutical Company, kterou v květnu 1907 společně založili Saburosuke Suzuki II. a Kikunae Ikeda. Ajinomoto vznikla proto, aby mohl Kikunae Ikeda, který byl profesorem chemie na Tokijské císařské univerzitě, prodávat ochucovadlo glutamát či glutaman sodný, které vynalezl a jehož výrobu z pšenice si nechal patentovat. Toto ochucovadlo vytvořil poté, co zjistil, že glutaman sodný je zdrojem chuti, kterou nazval umami. Společnost Ajinomoto představila Ikedovo ochucovadlo v dubnu 1909 na nové výstavě výrobků v Tokiu pod značkou AJI-NO-MOTO, a hned následující měsíc ho začala prodávat. Marketing společnosti mířil v první řadě na ženy v domácnosti. Tomu napomáhala ochranná známka hospodyňky v zástěře a reklamy v novinách a na poutačích.
Výroba se pomalu zvyšovala, ze 4,7 tuny v roce 1910 na 23,3 tuny v roce 1913. Společnost proto byla nucena postavit v roce 1914 ve městě Kawasaki novou továrnu, aby dokázala držet krok se vzrůstající poptávkou. V roce 1918 dosáhla výroba 84,6 tuny. Vzhledem k rostoucímu exportu otevřela společnost Ajinomoto v letech 1917 a 1918 pobočky v New Yorku a v Šanghaji. V roce 1918 vyvezla do zahraničí 20,5 tuny ochucovadla, což byla čtvrtina její celkové produkce. Roku 1927 otevřela Ajinomoto pobočku v  Singapuru a v Hongkongu a roku 1929 na Tchaj-wanu.  
Pro snížení nákladů na masovou výrobu, byla pšenice nahrazena sójovými boby. Prodej v USA vzrostl zejména díky masovým objednávkám od společností Heinz a Campbell Soup Company. Mezi roky 1931 až 1937 vzrostla výroba z 1077 tun na 3750 tun. Vzhledem k rostoucímu japonskému izolacionismu koncem 30. let klesla výroba AJI-NO-MOTO z 3750 tun v roce 1937 na 2339 tun v roce 1940. Do roku 1942 se snížila na pouhých 1000 tun a do roku 1944 se vzhledem k japonskému válečnému úsilí zcela zastavila. 

### 1945–1979: Poválečné Japonsko a rozšíření výrobního programu
Po ukončení 2. světové války obnovovala společnost Ajinomoto svoji potravinářskou výrobu jen zvolna. Jednak jí chyběl dostatek finančních prostředků na vlastní výrobu, ale hlavně měla zničenou továrnu. V dubnu 1946 společnost změnila své jméno na Ajinomoto Co., Ltd. Následujícího roku byla obnovena výroba dochucovadla, k níž nově přibyla výroba dalších potravinářských výrobků, jako jsou kořenící směsi na základě nukleových kyselin či průmyslově zpracované potraviny. V květnu 1949 společnost vstoupila na japonskou burzu cenných papírů. Do roku 1950  tvořil export 95 % příjmů společnosti, přičemž export do jihovýchodní Asie, Evropy a USA v následujících létech dále vzrůstal. V Evropě používala dochucovadlo AJI-NO-MOTO řada potravinářských firem včetně takových, jako jsou Maggi nebo Knorr. V roce 1953 překonal prodej firmy Ajinomoto v Japonsku předválečné prodeje.
V 60. letech začala společnost Ajinomoto rozšiřovat svůj výrobní program tím, že si zajistila spojenectví s mezinárodními potravinářskými společnostmi, jako jsou Kellogg's či Hellmann's. Díky těmto partnerstvím  začala Ajinomoto v Japonsku prodávat kukuřičné lupínky Kellogg's a polévky Knorr a vytvořila vlastní značku majonézy. Během tohoto období upravila společnost recepturu ochucovadla AJI-NO-MOTO, když místo  sójových bobů použila aminokyseliny z cukrové třtiny, což umožnilo vyrábět dochucovadlo v zemích, kam se dříve vyváželo, takže odpadly náklady na dopravu. Tak se výroba pro místní potřeby přenesla do Thajska, na Filipíny, do Malajsie, Peru, Indonésie a do Brazílie. Do roku 1979 se téměř polovina všech dochucovadel AJI-NO-MOTO vyráběla mimo Japonsko.
V 70. letech, Ajinomoto dál rozšířila výrobu, když v roce 1970 uvedla na trh ochucenou přísadu HON-DASHI (Hon-daši) a od roku 1972 vyráběla i mražené potraviny. V roce 1973 založila spolu se společností General Foods Inc. firmu Ajinomoto General Foods Inc., společný podnik, který prodával instantní kávu. A roku 1978 uvedla na trh čínskou kořenící přísadu pod značkou "Cook Do".

### 1980–2009: Globální rozšiřování
S poklesem výkonu japonské ekonomiky v 80. letech se společnost snažila přesouvat větší část své výroby do zámoří, čímž vzrostl počet zaměstnanců, které společnost zaměstnávala v zahraničí ze 4000 v roce 1979 na více než 11 000 v roce 1996. Od roku 1980 začala společnost přeorientovávat své úsilí o diverzifikaci od potravinářských produktů k aminokyselinám. Poté co americký Úřad pro kontrolu potravin a léčiv (FDA) v roce 1981 opětovně schválil používání aspartamu, začala společnost Ajinomoto roku 1982 s výrobou tohoto umělého sladidla. V roce 1987 se pustila do výzkumu léků pro klinickou výživu, léků proti rakovině, léků proti infekčním chorobám a kardiovaskulárních léků. V jejích laboratořích tak vznikly léky ELENTAL pro použití v klinické výživě, LIVACT pro boj s onemocněním jater a ve spolupráci s Japonskou nadací pro výzkum rakoviny i Lentinan. Později uvedla Ajinomoto na trh přípravek JINO jako kosmetiku a aminokyselinu pro sportovce. V roce 1995 následoval doplněk JINO Amino Vital. Roku 2000 získala Ajinomoto od společnosti Monsanto její výrobu aspartamu.
V dubnu 2002 došlo ve společnosti k reorganizaci na divize potravin, aminokyselin a léků. Ajinomoto nadále vlastnila dceřiné společnosti pro mražené potraviny, tuky a oleje. V únoru 2003 uzavřely společnosti Ajinomoto a Unilever dohodu o společném podniku v šesti asijských zemích a regionech. Proto uvedla Ajinomoto na trh značku VONO, jež nahradila její využívání značky Knorr a vytvořila si na trhu vlastní identitu.  V červenci 2003 koupila Ajinomoto francouzskou firmu Orsan a přejmenovala ji na AJI-NO-MOTO Foods, Europe. V listopadu 2005 došlo k likvidaci divize AJI-NO-MOTO Pharmaceuticals USA, Inc. Její aktiva a funkce byly sloučeny do společnosti AJI-NO-MOTO Pharmaceuticals, Europe. V lednu 2006 koupila Ajinomoto od francouzské skupiny Danone výrobce omáček a ochucovadel Amoy Food.